# Борец тенелюбивый
Боре́ц тенелюби́вый (лат. Acōnitum umbrōsum) — многолетнее травянистое растение, вид рода Борец (Aconitum) семейства Лютиковые (Ranunculaceae).

## Распространение и экология
Ареал вида охватывает Дальний Восток.
Произрастает по горным склонам, в долинах рек, в густых тенистых лиственных и хвойных лесах, на влажной богатой перегноем почве.

## Ботаническое описание
Стебель несколько приподнимающийся, позднее прямой, высотой 80—120 см, в нижней части слабо, в верхней — более опушённый короткими, курчавыми волосками.
Прикорневые листья числом один — два, на черешках длиной до 40 см, с пластинкой длиной до 10 см и шириной 20 см; стеблевых листьев два — три, на более коротких черешках. Листья пяти-семираздельные, доли широкоромбические, к основанию клиновидные, у верхушки распадающиеся на три крупно-зубчатых дольки.
Соцветие — рыхлая верхушечная малоцветковая, у основания слабо ветвистая кисть. Нижние прицветники листовидные, средние ланцетовидные, верхние линейные; нижние цветоносы отстояще-восходящие, длиной 40—55 мм. Цветки грязно-жёлтые; прицветнички мелкие, нитевидные, сидящие в средней части цветоножки или сдвинутые к её основанию. Шлем широкоцилиндрический, в середине слегка сжатый, на конце расширенный, длиной 15—17 мм, шириной 7—10 мм в средней части и 10—13 мм на уровне носика. Боковые доли околоцветника округлые или овально-округлые, длиной 9—11 мм и почти такой же ширины; нижние доли околоцветника несколько неравные, длиной 7—9 мм, шириной 2—4 мм, снаружи опушённые. Нектарники со спирально загнутым назад и вниз шпорцем и короткой прямой, выемчатой губой; тычинки голые, с середины расширенные с одним или двумя зубцами с каждой стороны или без них; завязей три, голых или слабо опушённых.

## Таксономия
Вид Борец тенелюбивый входит в род Борец (Aconitum) трибы Живокостные (Delphinieae) подсемейства Лютиковые (Ranunculoideae) семейства Лютиковые (Ranunculaceae) порядка Лютикоцветные (Ranunculales).
|  |                       |  |                                               |                                               |                                         |  | ещё четыре подсемейства (согласно Системе APG II) | ещё четыре подсемейства (согласно Системе APG II) |                                           |  |  |  | ещё 2 рода              | ещё 2 рода            |  |  |
|  |                       |  |                                               |                                               |                                         |  | ещё четыре подсемейства (согласно Системе APG II) | ещё четыре подсемейства (согласно Системе APG II) |                                           |  |  |  | ещё 2 рода              | ещё 2 рода            |  |  |
|  |                       |  |                                               | семейство Лютиковые                           |                                         |  |                                                   |                                                   | триба Живокостные                         |  |  |  |                         | вид Борец тенелюбивый |  |  |
|  |                       |  |                                               | семейство Лютиковые                           |                                         |  |                                                   |                                                   | триба Живокостные                         |  |  |  |                         | вид Борец тенелюбивый |  |  |
|  | порядок Лютикоцветные |  |                                               |                                               | подсемейство Лютиковые (Ranunculoideae) |  |                                                   |                                                   | род Борец, или Аконит                     |  |  |  |                         |                       |  |  |
|  | порядок Лютикоцветные |  |                                               |                                               |                                         |  |                                                   |                                                   |                                           |  |  |  |                         |                       |  |  |
|  |                       |  | ещё десять семейств (согласно Системе APG II) | ещё десять семейств (согласно Системе APG II) |                                         |  |                                                   | ещё восемь триб (согласно Системе APG II)         | ещё восемь триб (согласно Системе APG II) |  |  |  | ещё от 250 до 300 видов |                       |  |  |
|  |                       |  |                                               | ещё десять семейств (согласно Системе APG II) |                                         |  |                                                   |                                                   | ещё восемь триб (согласно Системе APG II) |  |  |  |                         |                       |  |  |